# Капитанес де Аресибо
«Капитанес де Аресибо» — профессиональный баскетбольный клуб в Baloncesto Superior Nacional, национальной баскетбольной суперлиге Пуэрто-Рико. В 2010 году команда сыграла в баскетбольной премьер-лиге, выступив под названием «Капитанес де Пуэрто-Рико».

## Национальная баскетбольная суперлига
Клуб появился в 1946 году под руководством тренеров Вильфредо Франко, Тинго Диаса и Пиро Мендеса для подготовки к Олимпийским играм. Хорошо показала себя группа молодых спортсменов, в основном из Аресибо, таких как Мануэль Хильберто (Petaca) Iguina, Quicón Iguina, Abdiel де ла Роса, Альберто Рентас, Хоакин Балагер, Армандо Вильямиль и Пипе Беникес, которые стали частью команды и ведущими спортсменами Пуэрто-Рико, заняв второе место в отборочном матче.
19 августа 1959 года «Капитанес» выиграла свой первый чемпионат по баскетболу в матче против «Рио-Педрас Карденалс» на стадионе Луис Родригес Ольмо в Аресибо. Тренером клуба в то время являлся Лу Россинни, а в серии игр отличились  Франсиско Панчо Падилья, Фелипито Колон, Билл Мак-Кэдни, Хосе (Фуфи) Сантори Колл, Мойсес Наведо, Хосе Родригес Гомес, Эдди Мартинес, Хосе Васкес, Хосе Апонте, Анхель Моралес, Хайме Миранда, Джо Филипп Падилья Ойо, Рамон Сиракуса, Энрике Миранда и Ситин Гарсиа.
В 1992 году под руководством тренера Альфреда «Батча» Ли «Капитанес» снова вышла в финал национальной баскетбольной суперлиги с такими элитными игроками в своём составе, как Фердинанд Моралес, Рафаэль Эрнандес, Джованни Колон, Фитц Рой Броу, Хуан Грайлес, Орландо Фебрес, Брайан и Марк Сантьяго, уступив в сложной серии матчей против клуба Ponce Lions.

## Реорганизация клуба
В 2002 году вопреки прогнозам СМИ и баскетбольных аналитиков «Капитанес» вышла в полуфинал в серии матчей Game 7 с такими молодыми талантами в своём составе, как Джованни Хименес, Рик Эподака, Бастер Фигероа, Пэйчи Крус и Давид Кортес, а также ветеранами Феликсом Ксавьером Пересом, Ксавьером Ролоном и Оскаром Чиарамелло.
В 2005 году владелец клуба Регино Бабилониа нанял в качестве главного тренера Карлоса Марио Риверу и «Капитанес» снова выиграла в чемпионате суперлиги со счётом 4—0 против клуба Bayamón Cowboys.
В 2007 году с капитаном команды Давидом Росарио и игроками Рафаэль «Пачи» Крус, Анхелем «Бастер» Фигероа, Давидом Кортесом, Карлосом Паяно и Маркусом Фицером «Капитанес» вышла в финал суперлиги. Это была историческая игра в рамках серии Games с аншлагом на стадионе Jose Miguel Agrelot Coliseum, где 3/4 присутствовавших болельщиков было из Captain Correa City. «Капитанес де Аресибо» благодаря добавочному времени вернули себе недостающие 20 очков, дефицит которых у них был последний квартал. В упорной и эмоциональной серии игр «Капитанес» показали результат чуть менее хороший, чем на другом чемпионате.
Во время сезона 2008 года «Капитанес» вышла в финал против клуба Carolina Giants. В серии из семи игр каждая из команда выиграла по три домашних матча. «Капитанес де Аресибо» выиграла и в седьмом матче со счётом 99—94, это был их третий выигранный чемпионат в истории его существования. По итогам матчей лучшим игроком был выбран Ángel Figueroa.

## Титулы
- Чемпион Пуэрто-Рико (5): 1959, 2005, 2008, 2010, 2011